# Goede tijden, slechte tijden (seizoen 30)
Het dertigste seizoen van Goede tijden, slechte tijden startte op 26 augustus 2019. Het seizoen werd elke werkdag uitgezonden op RTL 4.

## Rolverdeling

### Aanvang
Het dertigste seizoen telde 190 afleveringen (aflevering 6066-6255).
| Acteur               | Personage         | Afleveringen |
| -------------------- | ----------------- | ------------ |
| Jette van der Meij   | Laura Selmhorst   | Hele seizoen |
| Caroline De Bruijn   | Janine Elschot    | Hele seizoen |
| Erik de Vogel        | Ludo Sanders      | Hele seizoen |
| Melissa Drost        | Sjors Langeveld   | 6066–6212    |
| Everon Jackson Hooi  | Bing Mauricius    | Hele seizoen |
| Marly van der Velden | Nina Sanders      | Hele seizoen |
| Joep Sertons         | Anton Bouwhuis    | Hele seizoen |
| Babette van Veen     | Linda Dekker      | Hele seizoen |
| Ferri Somogyi        | Rik de Jong       | Hele seizoen |
| Britt Scholte        | Kimberly Sanders  | 6066–6129    |
| Ferry Doedens        | Lucas Sanders     | Hele seizoen |
| Alkan Çöklü          | Amir Nazar        | Hele seizoen |
| Dorian Bindels       | Daan Stern        | Hele seizoen |
| Floris Bosma         | Rover Dekker      | 6066–6129    |
| Stephanie van Eer    | JoJo Abrams       | Hele seizoen |
| Faye Bezemer         | Lana Langeveld    | 6101–6197    |
| Bertrie Wierenga     | Shanti Vening     | Hele seizoen |
| Lone van Roosendaal  | Billy de Palma    | 6066–6159    |
| Vincent Visser       | Valentijn Sanders | Hele seizoen |

### Nieuwe rollen
De rollen die in de loop van het seizoen werden geïntroduceerd als belangrijke personages
| Acteur                 | Personage          | Afleveringen |
| ---------------------- | ------------------ | ------------ |
| Annefleur van den Berg | Puck O'Dolphy      | 6070–6219    |
| Cecilia Adorée         | Tiffy Koster       | 6074–6255    |
| Cas Jansen             | Julian Verduyn     | 6156–6255    |
| Tamara Brinkman        | Saskia Verduyn     | 6156–6255    |
| Sophie Bouquet         | Merel Verduyn      | 6156–6255    |
| Tommy van Lent         | Steef Verduyn      | 6156–6255    |
| Noa Zwan               | Demi Verduyn       | 6156–6255    |
| Johnny Kraaijkamp jr.  | Henk Visser        | 6180–6255    |
| Edwin Jonker           | Richard van Nooten | 6224–6255    |
| Hamza Othman           | Ilyas El Amrani    | 6236–6255    |

### Bijrollen
| Acteur                 | Personage                     | Afleveringen          |
| ---------------------- | ----------------------------- | --------------------- |
| Verschillende kinderen | Nola Sanders                  | Hele seizoen          |
| Verschillende kinderen | Manu Mauricius                | Hele seizoen          |
| Verschillende kinderen | Louise Stern                  | Hele seizoen          |
| Bart Peereboom         | Marcel Boeve                  | Hele seizoen          |
| Dennis Honhoff         | Barry Lansink                 | Hele seizoen          |
| Luca Savazzi           | Leon Rinaldi                  | 6066, 6221–6227, 6255 |
| Michael de Roos        | Alex de Boer                  | 6066, 6085, 6233      |
| Titus Boonstra         | Davy Zwanenberg               | 6066–6100             |
| Barbara Pouwels        | Carmen Vermeer/Mia Janssen    | 6066–6080 • 6085      |
| Jop de Vries           | Rob Bekkers                   | 6070–6090             |
| Nynke Heeg             | Felice Moerman                | 6072                  |
| Nadèche Romkes         | Harma                         | 6073–6095             |
| Rein van Duivenboden   | Bobby Zwanenberg              | 6101–6195             |
| Dion Vincken           | Kasper Zwanenberg             | 6102–6187             |
| Verschillende kinderen | Wolf Sanders                  | 6108–6255             |
| Ronald de Boer         | Ronald de Boer                | 6109–6110             |
| Maxime de Boer         | Maxime de Boer                | 6109–6110             |
| Hans Thissen           | Huib van Rooy                 | 6120-6232             |
| Sandra Mattie          | Eva Sas                       | 6126–6165             |
| Wilbert Gieske         | Robert Alberts                | 6133–6135             |
| Julien Croiset         | Advocaat Thomas               | 6186-6210             |
| Paul Rigter            | Manager de Rozenboom          | 6192-6213             |
| Bo Maerten             | Amelie Hendrix                | 6192–6255             |
| Michel Sorbach         | Martin                        | 6192-6207             |
| Daan Weterings         | Rechercheur van der Sluijs    | 6193-6194             |
| Geerteke van Lierop    | Mayke van Erp                 | 6197                  |
| Jaap Postma            | Dr. Leersma                   | 6209                  |
| Bas Muijs              | Stefano Sanders               | 6214–6225             |
| Jerome Talsma          | Bram Bouwhuis                 | 6212                  |
| Duncan Meijering       | Chauffeur Richard van Nooten  | 6224                  |
| Jan Elbertse           | Handlanger Richard van Nooten | 6231                  |
| Jenny Hsia             | Jin Rietveld                  | 6231-6250             |
| Celia van den Boogert  | Lydia Edel                    | 6236–6255             |
| Demi Wals              | Mimi                          | 6239-6240             |
| Loïs Beekhuizen        | Milou Mensink                 | 6251-6252             |
| Sem Ben Yakar          | Bas Nieuwenhuizen             | 6251-6252             |
| Jarno van Werkhoven    | Handlanger Richard van Nooten | 6255                  |

## Vroegtijdige einde
De opnames van Goede tijden, slechte tijden zijn per 16 maart 2020 per direct stilgelegd door de uitbraak van het coronavirus. Vanwege de uitbraak van het virus vonden de makers het niet meer verantwoord om door te gaan. Eerder die maand werden al de nodige voorzorgsmaatregelen getroffen, zo werden er geen zoenscènes opgenomen en mochten de acteurs elkaar niet aanraken. Doordat de soap een paar maanden van tevoren wordt opgenomen, worden er wel nog nieuwe afleveringen uitgezonden op de televisie. Echter om minder snel door de voorraad aan opgenomen afleveringen heen te gaan werd er besloten om vanaf 23 maart 2020 maar vier afleveringen per week uit te zenden in plaats van vijf afleveringen per week, de vrijdag vervalt hierbij. Omdat er geen nieuwe opnames gemaakt kunnen worden, stopte het dertigste seizoen vroegtijdig op 28 mei 2020.